# Azzedine Ounahi
Azzedine Ounahi (en arabe : عز الدين أوناحي), né le 19 avril 2000 à Casablanca au Maroc, est un footballeur international marocain qui évolue au poste de milieu central à l'Olympique de Marseille.
Formé au Raja AC puis à l'Académie Mohammed VI, il rejoint le RC Strasbourg à l'âge de dix-huit ans et l'US Avranches à vingt ans. En 2021, il s'engage pour quatre saisons au SCO d'Angers, club avec lequel il fait ses débuts professionnels.
International marocain espoirs, il est lancé dans le bain de la Coupe d'Afrique 2021 sous Vahid Halilhodžić en 2022 et participe plus tard à la Coupe du monde 2022 et la Coupe d'Afrique 2023.

## Biographie

### Jeunesse et formation
Azzedine Ounahi naît au sein d'une famille de footballeurs. Il a un grand et un petit frère (Amine et Yassine) qui évoluent également au niveau amateur au Maroc. Il est le cousin maternel du footballeur professionnel Reda Mhannaoui.
Azzedine Ounahi débute à l'âge de cinq ans à Derb Cosmos, situé dans le quartier de Hay Lalla Meriem dans l'arrondissement de Sidi Othman, avant d'être repéré par un scout.
Il intègre rapidement les minimes du Raja Club Athletic sous la houlette du coach Rochedi et participe à la Danone Nations Cup avec les U13 alors qu'il n'a que dix ans. Il passe une brève période de six mois au Club Mirofoot Lissasfa avant de retourner au Raja,. 
En 2015, il intègre l'Académie Mohammed VI à l'âge de quinze ans et s'envole pour la France en 2018 en signant au RC Strasbourg. Il dispute ses matchs en National 3 avec l'équipe réserve du RC Strasbourg. Ounahi n'est finalement pas retenu par le club, étant considéré comme indésirable dans le club strasbourgeois.

### Carrière en club

#### US Avranches (2020-2021)
L'entraîneur de l'US Avranches, Frédéric Reculeau, déclare à propos des négociations avec Ounahi avant son transfert à l'US Avranches en 2020 : « Les premiers échanges n'étaient pas simples. Il fallait sortir les mots de la bouche d'Azzedine. Il était touché par son échec à Strasbourg. Il n'imaginait pas jouer dans un club amateur en arrivant en France. Ce n'était pas simple pour lui. Il a fallu lui faire comprendre que s'il était à Avranches, c'était pour son bien. Nous, on voulait le mettre dans les meilleures conditions pour qu'il rebondisse très vite. Mais il a fallu gagner sa confiance. Azzedine est réservé, introverti voire méfiant. Il ne donne pas sa confiance comme ça. Les choses se sont ouvertes à partir du moment où on a travaillé sur le terrain. Là, il s'est rendu compte qu'il allait s'épanouir à travers ce qu'on allait lui proposer. ».
Le 3 août 2020, Azzedine Ounahi rejoint librement l'US Avranches, club évoluant alors en National. C'est son agent, Ismail Mouline, qui sollicite l'entraîneur Frédéric Reculeau avec le président du club. Son entraîneur déclare à propos de cette époque : « Son agent voulait absolument qu'il rebondisse en National. Beaucoup de clubs professionnels ne croyaient pas en lui. ». Lors des débuts d'Ounahi à Avranches, le joueur montre spectacle et discipline aux entraînements. Avec quelques difficultés au niveau athlétique, il progresse dans plusieurs aspects de jeu, notamment les changements de zones de jeu, les duels, l'utilisation d'autres surfaces de pied, l'amélioration des prises d'infos, l'avant-dernière passe et la finition. Il inscrit son premier but face au Stade briochin, le 18 septembre 2020, en championnat. Il permet ainsi à son équipe de l'emporter (2-1 score final). En une saison à Avranches, Ounahi s'impose comme le meneur de jeu de l'équipe en démontrant ses qualités techniques, de dribbles et de passes.
Il dispute 27 matchs en championnat et marque au total cinq buts. Il joue également trois matchs en Coupe de France. Très peu de clubs intéressés par le profil d'Ounahi, son agent Ismail Mouline fait le nécessaire pour convaincre les clubs de Ligue 2. Seul Angers SCO accepte les négociations avec l'agent et le club d'Avranches.

#### Angers SCO (2021-2023)
Le 14 juillet 2021, Assedine Ounahi est recruté par le SCO d'Angers, club évoluant en Ligue 1, avec lequel il signe un contrat de quatre ans. Azzedine Ounahi hérite du numéro 8 et occupe le poste de milieu relayeur.
Il joue son premier match sous ses nouvelles couleurs le 15 août 2021 lors d'une rencontre de championnat face à l'Olympique lyonnais sous l'entraîneur Gérald Baticle. Il fait par la même occasion ses débuts dans l'élite du football français. Il entre en jeu ce jour-là à la place de Sofiane Boufal et inscrit également son premier but, participant à la large victoire de son équipe (3-0),. Il marque son deuxième but pour Angers le 6 novembre 2021, lors d'une rencontre de championnat face au LOSC Lille. Titulaire, il marque le but égalisateur de son équipe (1-1 score final). Le 1er décembre 2021, il inscrit un but remarquable en dribblant quatre joueurs de l'AS Monaco (défaite, 1-3). Son but est finalement compté comme un but contre son camp du gardien Alexander Nübel.
Il termine sa première saison à la quatorzième place du classement de la Ligue 1, comptant 32 matchs, deux buts et deux passes décisives. Il prend également part à un match de Coupe de France. Il éveille ainsi l'intérêt du LOSC Lille, sans pour autant que cela aboutisse à un transfert.
Le 7 août 2022, il dispute le premier match de sa deuxième saison à Angers en étant titularisé sous Gérald Baticle face au FC Nantes (match nul, 0-0). Le 20 août 2022, le club annonce la prolongation d’Azzedine Ounahi d’une saison supplémentaire, le liant au club jusqu'en 2026.

#### Olympique de Marseille (2023-)
Le 29 janvier 2023, Azzedine Ounahi signe un contrat de quatre ans et demi avec l'Olympique de Marseille pour un montant de 10 millions d'euros. Il hérite du numéro 8 sous la houlette de l'entraîneur Igor Tudor.
Le 1er février 2023, il dispute son premier match avec le club en entrant en jeu à la 74e minute en remplaçant Cengiz Ünder contre le FC Nantes en championnat et inscrit un but à la 93e minute sur une passe décisive de Jonathan Clauss (victoire, 0-2). Le 19 février, il reçoit sa première titularisation en championnat contre le Toulouse FC (victoire, 2-3). Après un match d'Ounahi en sélection marocaine dans la trêve internationale de mars, il se blesse à l'orteil face au Brésil. De retour au club quelques jours plus tard, il passe un test médical à Marseille. Le 30 mars 2023, les résultats affichent une absence de plusieurs mois, jusqu'en fin de saison et le joueur est contraint de subir une opération chirurgicale à l'orteil,. Le club termine ainsi la saison à la troisième place du championnat (derrière le Paris Saint-Germain et le RC Lens), se qualifiant ainsi pour les barrages de Ligue des champions.
Le 22 juillet 2023, il retourne sur le terrain pour un match amical de pré-saison en étant titularisé par son nouvel entraîneur Marcelino contre le KAS Eupen (défaite, 0-1). Le 9 août 2023, il dispute son premier match de la saison en étant titularisé au poste d'ailier gauche dans les barrages de Ligue des champions contre le Panathinaïkós (défaite, 1-0). Le 12 août, pour son premier match de la saison 2023-2024 en Ligue 1 contre le Stade de Reims, il inscrit son premier but sur une frappe lointaine (victoire, 2-1).
Alors que le système de jeu de Marcelino 4-4-2 ne fait pas les affaires du milieu marocain, ce dernier se retrouve rapidement sur le banc marseillais pour laisser place à des coéquipiers habitués de ce système de jeu. Cependant, les résultats ne sont pas satisfaisants et la presse française remet rapidement en question les décisions de l'entraîneur. Il déclare après un match nul de l'Olympique de Marseille face au Toulouse FC, avec un Ounahi 90 minutes sur le banc : « Ounahi est un joueur de plus de l’effectif. On va l’utiliser et on l’a déjà utilisé. Moi je dois choisir des joueurs et lui doit continuer à faire des efforts à l’entrainement chaque jour pour convaincre qu’il peut être un joueur de plus à utiliser. ». Un jour plus tard, Marcelino annonce son départ du club.
Le 21 septembre, après le départ de l'entraîneur, Ounahi retrouve sa place de titulaire à l'occasion d'un match de Ligue Europa contre l'Ajax Amsterdam à la Johan Cruyff Arena (match nul, 3-3). Lors de ce match, il retrouve sa position habituelle dans le milieu de terrain dans un rôle de relayeur, selon les choix du nouvel entraîneur Jacques Abardonado et livre une remarquable prestation.

#### Panathinaïkós (2024-)
Il est prêté par le club phocéen à l'été 2024 en Grèce au Panathinaïkós.

### Carrière internationale

#### Parcours junior avec le Maroc (2018-2019)
En juillet 2018, Azzedine Ounahi est convoqué pour participer à l'Alcúdia International Football Tournament avec l'équipe du Maroc -20 ans. Il prend part aux matchs face à la Russie -20 ans et l'Uruguay -20 ans, parvenant à marquer un but.
Le 18 août 2019, il est présélectionné par Patrice Beaumelle avec le Maroc olympique pour une double confrontation contre l'équipe du Mali olympique comptant pour les qualifications à la Coupe d'Afrique des moins de 23 ans. Cependant, il n'est pas repris dans la liste finale.

#### Début international en Coupe d'Afrique 2021 (2021-2022)
Le 23 décembre 2021, il figure officiellement dans la liste des 28 joueurs sélectionnés de Vahid Halilhodžić pour la Coupe d'Afrique des nations 2021 au Cameroun. Le 10 janvier 2022, à l'occasion du premier match de la CAN 2021 face au Ghana, il honore sa première sélection en étant titularisé. Il cède sa place à la 87e minute à Sofyan Amrabat et le Maroc s'impose (1-0 score final). Il entre en jeu face aux Comores (victoire, 2-0) et débute titulaire face au Gabon (match nul, 2-2). Le Maroc atteint les quarts de finales face à l'Égypte, match auquel il ne prend pas part (défaite de 2-1 en prolongations).
Le 25 mars 2022, à l'occasion du match aller de barrage de la Coupe du monde 2022 à Kinshasa face à la République démocratique du Congo, il ne joue pas la moindre minute, restant sur le banc des remplaçants. Le Maroc fait match nul (1-1). Lors du match retour à Casablanca le 29 mars, il débute en tant que titulaire et réalise un doublé. Ce sont ces deux premiers buts en sélection. Le match se solde sur une victoire de quatre buts à un, le Maroc validant ainsi son ticket pour la Coupe du monde 2022 au Qatar. Lors d'une interview d'après-match, il révèle être fier d'avoir porter l'équipe du Maroc au Stade Mohammed-V à Casablanca, dans sa ville natale.
Le 25 mai 2022, il est convoqué pour un match de préparation à la Coupe du monde 2022 face aux États-Unis ainsi que deux autres matchs qualificatifs à la CAN 2023 face à l'Afrique du Sud et au Liberia. Le 1er juin, il débute titulaire en amical face aux États-Unis à Cincinnati et fait l'expérience d'une première grande défaite en sélection (défaite, 3-0),. Le 9 juin, il entre en jeu en remplaçant Aymen Barkok à la 60e minute à l'occasion du premier match des éliminatoires de la CAN 2023 face à l'Afrique du Sud et remporte le match sur une victoire de 2-1,,. Le 13 juin, il est titularisé face au Liberia et délivre une passe décisive sur le deuxième but inscrit par Youssef En-Nesyri. Il remporte le match sur le score de 0-2 et est quasiment qualifié à la Coupe d'Afrique 2023,.

#### Révélation en Coupe du monde 2022
Le 12 septembre 2022, il reçoit une convocation du nouveau sélectionneur du Maroc Walid Regragui pour un stage de préparation à la Coupe du monde 2022 à Barcelone et Séville pour deux confrontations amicaux, notamment face au Chili et au Paraguay,. Le 23 septembre 2022, à l'occasion du premier match du sélectionneur Walid Regragui face au Chili au stade Cornellà-El Prat, il est titularisé et dispute 67 minutes avant d'être remplacé par Amine Harit. En fin de match, le terrain est envahit par les supporters après le coup de sifflet final (victoire, 2-0),. Le 27 septembre 2022, à l'occasion du deuxième match de la trêve internationale face au Paraguay, il est titularisé et dispute 64 minutes au stade Benito-Villamarín avant d'être remplacé par Walid Cheddira (match nul, 0-0).
Le 10 novembre 2022, il figure officiellement dans la liste des 26 joueurs sélectionnés par Walid Regragui pour prendre part à la Coupe du monde 2022 au Qatar. Le 23 novembre 2022, il est titularisé pour son premier match de compétition face à la Croatie et dispute 90 minutes (match nul, 0-0). Contre la Belgique, il livre une remarquable prestation et remporte le match sur le score de 2-0. Le Maroc valide son ticket pour les huitièmes de finale après une nouvelle victoire face au Canada (victoire, 2-1). Avec sept points et 270 minutes disputées d'Ounahi, le Maroc termine en tête du classement du groupe. En huitièmes de finale face à l'Espagne, il atteint la séance des penaltys (victoire, 3-0). Après le match face aux Espagnols, Ounahi reçoit les éloges du sélectionneur Luis Enrique qui déclare en conférence de presse d'après-match : « J'ai été agréablement surpris par le numéro 8. Je ne me rappelle plus de son nom, j'en suis désolé (...) Mon Dieu, d'où sort ce gars? Il joue vraiment bien. Il m'a surpris. »,,. Cette déclaration à propos d'Ounahi vaut au joueur une certaine exposition aux yeux des spectateurs de l'édition Coupe du monde 2022. En quarts de finale face au Portugal de Cristiano Ronaldo, Ounahi livre à nouveau une remarquable prestation dans une victoire de 1-0 signé Youssef En-Nesyri. Azzedine Ounahi et ses coéquipiers sont éliminés de la compétition en demi-finale face à la France (défaite, 2-0). Pour le match de la troisième place face à la Croatie, Ounahi fait son entrée en jeu, mais ne parvient pas à faire la différence dans une défaite de 2-1. Le Maroc termine ainsi à la quatrième place de la compétition. Le 20 décembre 2022, à l'occasion de son retour du Qatar, il est invité avec ses coéquipiers au Palais royal de Rabat par le roi Mohammed VI, le prince Hassan III et Moulay Rachid pour être officiellement décoré Ordre du Trône, héritant du grade officier,,,.

#### Deuxième participation en Coupe d'Afrique 2023

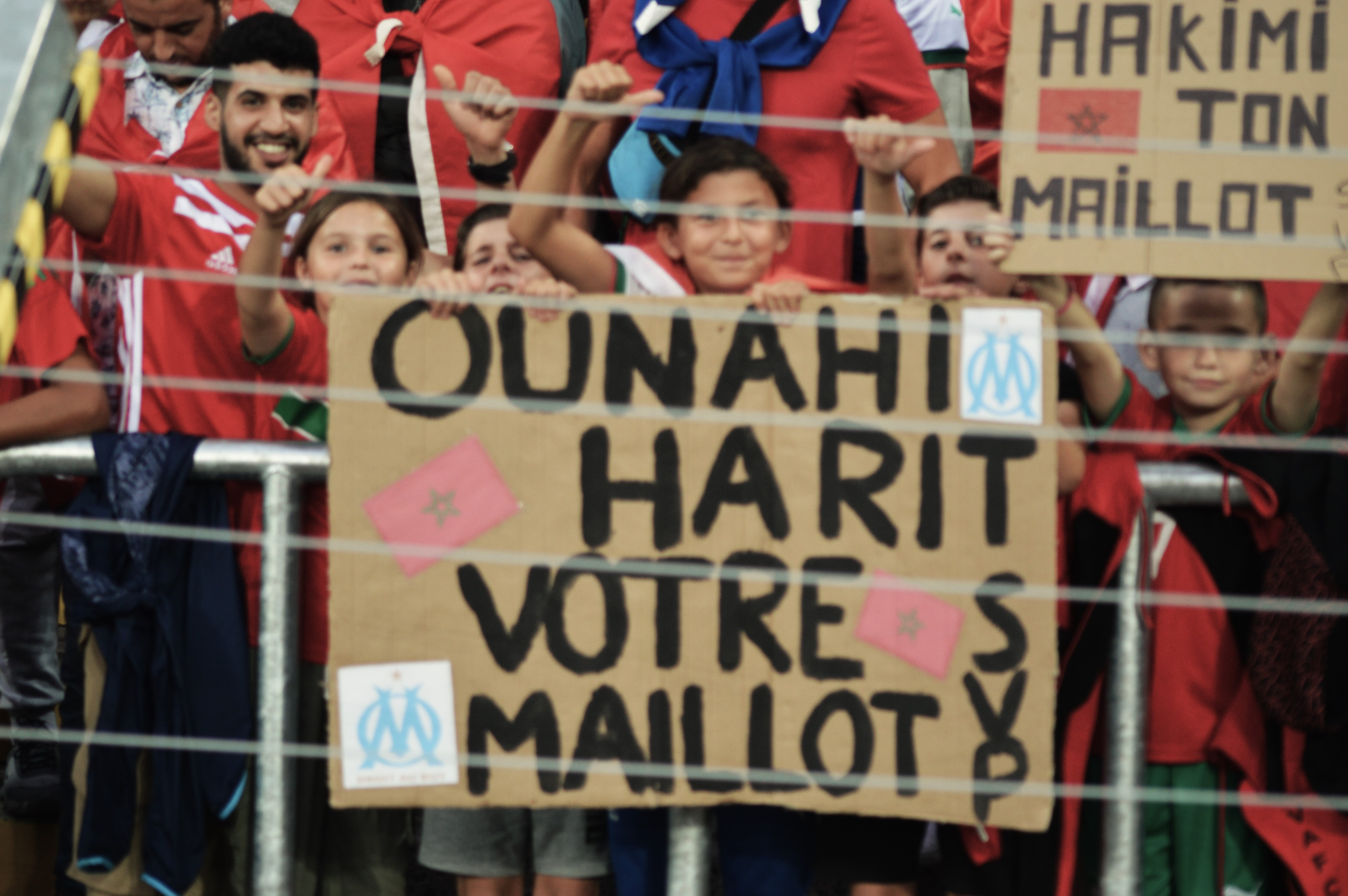
Supporters marocains d'Ounahi en septembre 2023.

Le 25 mars 2023, les Marocains font leur retour à domicile et sont accueillis par 65 000 supporters au stade Ibn-Batouta de Tanger à l'occasion d'un match amical face au Brésil (victoire, 2-1),,. Azzedine Ounahi est titularisé et fait une remarquable prestation avec des combinaisons dans son couloir avec Hakim Ziyech et Achraf Hakimi et ce, malgré une fracture à l'orteil,,. Il est aussitôt remplacé par Abdelhamid Sabiri en deuxième mi-temps. Sa prestation est d'ailleurs salué par la presse internationale. Cette victoire du Maroc entre dans l'histoire et l'équipe du Maroc devient la première équipe arabe de l'histoire à battre le Brésil. Ce match bat également une audience record au sein de la population marocaine locale avec au moins 10 millions de téléspectateurs,. Trois jours plus tard face au Pérou, il est indisponible et prend place aux tribunes du stade Metropolitano de Madrid (match nul, 0-0),. Sa blessure l'éloigne des terrains jusqu'en fin de saison à la suite d'une opération chirurgicale à l'orteil,.
Sélectionné en septembre 2023, le premier match contre le Liberia, entrant dans le cadre des qualifications à la CAN 2023 est annulé et reporté à la suite du seisme du Maroc,. Cependant, le deuxième match prévu en amical contre le Burkina Faso est maintenu et joué au stade Bollaert-Delelis de Lens,. Lors de ce match, il est titularisé, inscrit le seul but du match à la 36e minute grâce à une passe décisive d'Amine Adli, avant d'être remplacé par Amir Richardson en fin de match (victoire, 1-0),.
Le 28 décembre 2023, il est retenu dans la liste des vingt-sept joueurs marocains sélectionnés par Walid Regragui pour disputer la Coupe d'Afrique des nations 2023,,. Le 17 janvier 2024, lors de la CAN 2023, Ounahi joue son premier match du tournoi, contribuant à la victoire du Maroc 3-0 contre la Tanzanie au stade Laurent Pokou de San-Pédro, dans lequel il est l'auteur du deuxième but marocain inscrit grâce à une passe décisive d'Amine Adli,. Au cours du tournoi, le Maroc concède ensuite un match nul 1-1 contre la République démocratique du Congo, une rencontre notée pour une altercation générale en fin de match,. Lors du troisième match, un second clean-sheet est réalisé, contribuant à la victoire 1-0 contre la Zambie. En huitièmes de finale, les Lions de l'Atlas sont éliminés par l'Afrique du Sud sur un score de 2-0,. Ounahi est titularisé dans l'ensemble du parcours du Maroc dans la compétition.

## Style de jeu
Azzedine Ounahi possède un style de jeu moderne et technique qu'il a développé au cours de sa jeunesse dans son quartier à Casablanca jusqu'à l'âge de dix ans, repéré par un scout du Raja Club Athletic. Au centre de formation du Raja Club Athletic, il est petit de taille et manque de physique, mais évolue en tant que milieu offensif en portant le numéro 10 aux côtés de grands gabarits jusqu'aux catégories des U17. Il rejoint ensuite l'Académie Mohammed VI, centre de formation où il développe sa vision de jeu aux côtés des meilleurs espoirs du Maroc dans des tournois et matchs amicaux face à des équipes européennes. Au niveau du volume de jeu, pendant trois ans, il termine premier dans les tests de VMA (vitesse maximale aérobie). Azzedine Ounahi a révélé plusieurs fois s'inspirer de l'ancien footballeur Andrés Iniesta.
Au cours de son intégration en France, il s'aventure au RC Strasbourg et à l'US Avranches sous Frédéric Reculeau. « Son agent voyait Avranches comme un tremplin grâce à notre style, basé sur le jeu au sol, dans les pieds et en mouvement. Ce style correspondait au profil du joueur », révèle Frédéric à propos des négociations au début. Ayant grandit en taille (1m82) mais toujours avec un physique plutôt maigre, l'impact sur le joueur sont les blessures. Il déclare à propos des matchs en National: « Chaque match, je sortais en ayant reçu un coup à la cheville, au genou. » Rarement provocateur dans le jeu, Azzedine Ounahi évite les duels, même s'il s'en sort majoritairement bien : « J’essaye d'éviter au maximum les duels car quasiment tous les joueurs sont plus costauds que moi. J’essaye de jouer vite, de sortir de la densité, grâce à ma prise de balle, être plus rapide qu’eux. C’est le coup d’œil, c’est l’intelligence de jeu, le déplacement… », dit-il dans une interview avec Ouest-France.
Azzedine Ounahi est l’homme principal d'Angers SCO depuis début 2022 sous l'entraîneur Gérald Baticle. Joueur polyvalent au niveau des postes, il est également polyvalent dans son style de jeu moderne : aisance technique, jeu vers l'avant, passes en profondeur, qualité de frappe, coup de pieds arrêtés, protection de balle et volume de jeu (environ 12 à 13 kilomètres par match). Son rôle est similaire à celui d’un milieu de terrain offensif, mais possède un profil plutôt passeur décisif que buteur. Lorsqu’il fait irruption pour la première fois sur la scène et lorsqu’il est déployé sur les ailes, il est excellent pour porter le ballon sur de longues distances avec son pouvoir de dribbler et d'effacer ses adversaires en un contre un. Le Marocain, régulièrement présent dans l'axe de jeu, limite ses possibilités de se lancer dans de longues courses sur le terrain.
Ces jours-ci, Ounahi ne stationne jamais sur l’aile. Il commence généralement comme milieu relayeur et joue même parfois comme un faux numéro 10.

## Statistiques

### En club
| Saison                | Club                   | Championnat           | Championnat | Championnat | Championnat | Coupe(s) nationale(s) | Coupe(s) nationale(s) | Coupe(s) nationale(s) | Compétition(s) continentale(s) | Compétition(s) continentale(s) | Compétition(s) continentale(s) | Compétition(s) continentale(s) | Total | Total | Total |
| Saison                | Club                   | Division              | M.          | B.          | P.d.        | M.                    | B.                    | P.d.                  | Comp.                          | M.                             | B.                             | P.d.                           | M.    | B.    | P.d.  |
| 2018-2019             | RC Strasbourg rés.     | National 3            | 10          | 0           | 0           | -                     | -                     | -                     | -                              | -                              | -                              | -                              | 10    | 0     | 0     |
| 2019-2020             | RC Strasbourg rés.     | National 3            | 25          | 1           | 0           | -                     | -                     | -                     | -                              | -                              | -                              | -                              | 25    | 1     | 0     |
| Sous-total            | Sous-total             | Sous-total            | 35          | 1           | 0           | -                     | -                     | -                     | -                              | -                              | -                              | -                              | 35    | 1     | 0     |
| 2020-2021             | US Avranches           | National              | 27          | 5           | 1           | 3                     | 0                     | 0                     | -                              | -                              | -                              | -                              | 30    | 5     | 1     |
| 2021-2022             | Angers SCO             | Ligue 1               | 32          | 2           | 2           | 1                     | 0                     | 0                     | -                              | -                              | -                              | -                              | 33    | 2     | 2     |
| 2022-2023             | Angers SCO             | Ligue 1               | 15          | 0           | 0           | -                     | -                     | -                     | -                              | -                              | -                              | -                              | 15    | 0     | 0     |
| Sous-total            | Sous-total             | Sous-total            | 47          | 2           | 2           | 1                     | 0                     | 0                     | -                              | -                              | -                              | -                              | 48    | 2     | 2     |
| 2022-2023             | Olympique de Marseille | Ligue 1               | 7           | 1           | 0           | 2                     | 0                     | 0                     | -                              | -                              | -                              | -                              | 9     | 1     | 0     |
| 2023-2024             | Olympique de Marseille | Ligue 1               | 21          | 2           | 0           | -                     | -                     | -                     | C1+C3                          | 2+12                           | 0                              | 0+1                            | 35    | 2     | 1     |
| Sous-total            | Sous-total             | Sous-total            | 28          | 3           | 0           | 2                     | 0                     | 0                     | -                              | 14                             | 0                              | 1                              | 44    | 3     | 1     |
| 2024-2025             | Panathinaïkos (prêt)   | Superleague Elláda    | 25          | 4           | 5           | 3                     | 1                     | 0                     | C4                             | 9                              | 0                              | 2                              | 37    | 5     | 7     |
| Total sur la carrière | Total sur la carrière  | Total sur la carrière | 145         | 11          | 3           | 6                     | 0                     | 0                     | -                              | 17                             | 0                              | 1                              | 168   | 11    | 4     |

## En équipe nationale
| Saison                | Sélection             | Phases finales         | Phases finales | Phases finales | Phases finales | Éliminatoires CDM | Éliminatoires CDM | Éliminatoires CDM | Éliminatoires CAN | Éliminatoires CAN | Éliminatoires CAN | Matchs amicaux | Matchs amicaux | Matchs amicaux | Total | Total | Total |
| Saison                | Sélection             | Compétition            | M              | B              | Pd             | M                 | B                 | Pd                | M                 | B                 | Pd                | M              | B              | Pd             | M     | B     | Pd    |
| --------------------- | --------------------- | ---------------------- | -------------- | -------------- | -------------- | ----------------- | ----------------- | ----------------- | ----------------- | ----------------- | ----------------- | -------------- | -------------- | -------------- | ----- | ----- | ----- |
| 2021-2022             | Maroc                 | CAN 2021               | 3              | 0              | 0              | 1                 | 2                 | 0                 | 2                 | 0                 | 1                 | 1              | 0              | 0              | 7     | 2     | 1     |
| 2022-2023             | Maroc                 | Coupe du monde 2022 4e | 7              | 0              | 0              | -                 | -                 | -                 | -                 | -                 | -                 | 4              | 0              | 0              | 11    | 0     | 0     |
| 2023-2024             | Maroc                 | CAN 2023               | 4              | 1              | 0              | 2                 | 1                 | 2                 | 1                 | 0                 | 0                 | 4              | 1              | 0              | 11    | 3     | 2     |
| Total sur la carrière | Total sur la carrière | Total sur la carrière  | 14             | 1              | 0              | 3                 | 3                 | 2                 | 3                 | 0                 | 1                 | 9              | 1              | 0              | 29    | 5     | 3     |

### Buts internationaux
| Buts internationaux d'Azzedine Ounahi | Buts internationaux d'Azzedine Ounahi | Buts internationaux d'Azzedine Ounahi         | Buts internationaux d'Azzedine Ounahi | Buts internationaux d'Azzedine Ounahi | Buts internationaux d'Azzedine Ounahi | Buts internationaux d'Azzedine Ounahi | Buts internationaux d'Azzedine Ounahi | Buts internationaux d'Azzedine Ounahi | Buts internationaux d'Azzedine Ounahi |
| 0                                     | Date                                  | Lieu                                          | Compétition                           | Résultat                              | Adversaire                            | Détail                                | Détail                                | Détail                                | Sél.                                  |
| ------------------------------------- | ------------------------------------- | --------------------------------------------- | ------------------------------------- | ------------------------------------- | ------------------------------------- | ------------------------------------- | ------------------------------------- | ------------------------------------- | ------------------------------------- |
| 1re                                   | 29 mars 2022                          | Stade Mohammed-V, Casablanca, Maroc           | Éliminatoires de la CDM 2022          | V 4-1                                 | République démocratique du Congo      | 21e                                   | p. droit                              | 1-0                                   | 4e                                    |
| 2e                                    | 29 mars 2022                          | Stade Mohammed-V, Casablanca, Maroc           | Éliminatoires de la CDM 2022          | V 4-1                                 | République démocratique du Congo      | 54e                                   | p. gauche                             | 3-0                                   | 4e                                    |
| 3e                                    | 12 septembre 2023                     | Stade Bollaert-Delelis, Lens, France          | Match amical                          | V 1-0                                 | Burkina Faso                          | 36e                                   | p. droit                              | 1-0                                   | 19e                                   |
| 4e                                    | 17 janvier 2024                       | Stade Laurent Pokou, San-Pédro, Côte d'Ivoire | CAN 2023                              | V 3-0                                 | Tanzanie                              | 77e                                   | p. droit                              | 2-0                                   | 22e                                   |
| 5e                                    | 11 juin 2024                          | Stade Adrar, Agadir, Maroc                    | Éliminatoires de la CDM 2026          | V 0-6                                 | Congo                                 | 8e                                    | p. droit                              | 0-1                                   | 30e                                   |
| 6e                                    | 12 octobre 2024                       | Stade d'honneur d'Oujda, Oujda, Maroc         | Éliminatoires de la CAN 2025          | V 5-0                                 | Centrafrique                          | 38e                                   | p. droit                              | 2-0                                   | 33e                                   |
| 7e                                    | 12 octobre 2024                       | Stade d'honneur d'Oujda, Oujda, Maroc         | Éliminatoires de la CAN 2025          | V 5-0                                 | Centrafrique                          | 47e                                   | p. droit                              | 4-0                                   | 33e                                   |

## Palmarès

### En sélection

#### Maroc -20 ans
- Médaillé de bronze des Jeux méditerranéens de 2018

### Distinctions individuelles
- Pépite du mois de Ligue 1 en novembre 2021[94]
- Dans l'équipe type d'Afrique par IFFHS: 2022[95]
- Dans l'équipe-type africaine de la Coupe du monde 2022 dans le poste de milieu de terrain par la rédaction de TV5 Monde[96].
- Meilleur joueur du Panathinaïkós pour la saison 2024-2025[97],[98],[99]

## Décorations
- Officier de l'ordre du Trône — Le 20 décembre 2022, il est décoré officier de l'ordre du Wissam al-Arch[100] — ordre du Trône[101] — par le roi Mohammed VI au Palais royal de Rabat.

## Vie privée

### Humanitaire
Le 9 septembre 2023, alors qu'il se trouve à Agadir, il se présente exclusivement à l'hôpital avec ses coéquipiers de la sélection marocaine pour un don de sang pour les blessés du séisme au Maroc,,.

### Documentaires et interviews
- [vidéo] (fr) 24H de Boulleau au Maroc avec Laure Boulleau diffusé sur Canal+ Sport en 2023[105]
- [vidéo] (ar) Série télévisée Dreamers diffusé en exclusivité sur Arryadia à partir du 6 juin 2023[106]